# عفاف عبد الرازق
عفاف عبد الرازق (1940 - 26 أغسطس 2020) إعلاميّة ومُذيعة مصريّة، تُعتبر واحدة من الجيل الأول في التلفزيون المصري.

## حياتها
تخرجت في كلية التجارة قسم إدارة أعمال، في جامعة عين شمس، وكانت عضوا بالاتحاد القومي الذي كان يرأسه أنور السادات وقتذاك، في 9 يوليو 1960، التحقت بالعمل في العلاقات العامة بالتلفزيون وذلك قبل بدأ الإرسال الأول للتلفزيون، الذي بدأ في 21 يوليو 1960، حيث عملت بالإعداد والإخراج، ثُمّ مذيعة ربط، بعدها قدمت عددًا من البرامج من أشهرها مجلة التلفزيون، والأرض بتتكلم عربي وبُكرة وبعده.
عملت بتلفزيون الإمارات عام 1970، وعادت للتلفزيون المصري عام 1974. وفي عام 1979، شغلت منصب كبير مقدمي البرامج، ثم منصب وكيل وزارة الإعلام.

## أعمالها

### برامج
- مجلة التلفزيون
- الأرض بتتكلم عربي
- بكرة وبعده

### تمثيل
- مسلسل الجبل 2006
- فيلم كراكون في الشارع 1986 (مُذيعة)
- فيلم العذاب امرأة 1977 (مُذيعة)

## ارتداؤها الحجاب
ارتدت الحجاب في عام 1992، وابتعدت عن العمل التلفزيوني، وتحولت للعمل الإذاعي، حيث قدمت برنامج سهرة عائلية بإذاعة الشرق الأوسط، وفي عام 1998 خرجت على المعاش، وحصلت على وسام العلوم والفنون عام 1999.

## وفاتها
توفيت يوم الأربعاء 26 أغسطس 2020 الموافق 7 محرم 1442 هـ عن عمر ناهز 80 عامًا، في مدينة القاهرة، ودُفنت في مقابر الأسرة بالوفاء والأمل في مدينة نصر.

## وصلات خارجية
- عفاف عبد الرازق على قاعدة بيانات الأفلام العربية